# Walter Veltroni

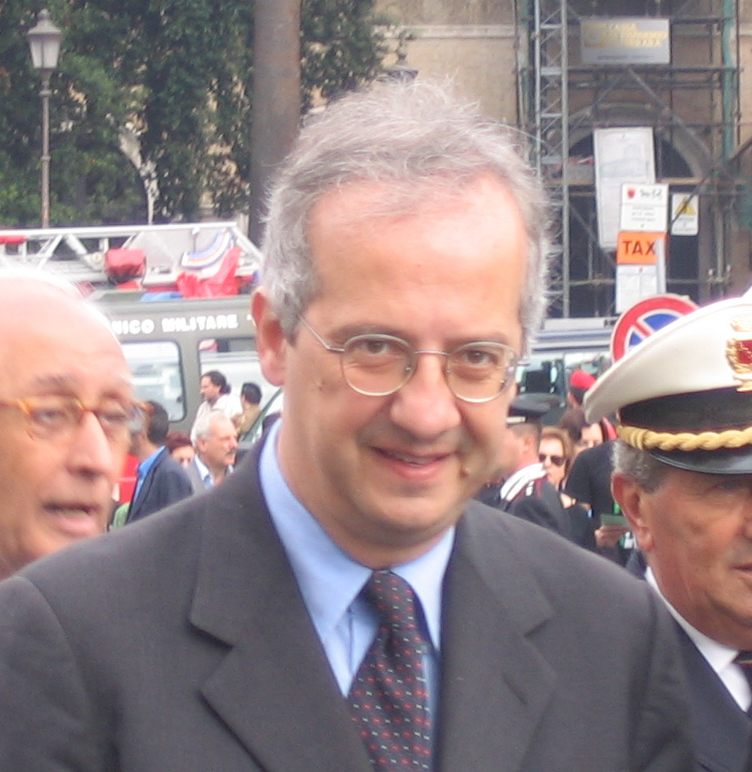
Walter Veltroni

Walter Veltroni, född 3 juli 1955 i Rom, Italien, är en italiensk politiker och journalist. Han är partiordförande för Partito Democratico.
Veltroni var ledamot av Europaparlamentet 1999–2004.
Veltroni var Roms borgmästare från 1 juni 2001 till 13 februari 2008. Vid parlamentsvalet i Italien 13-14 april 2008 förlorade Veltronis valkoalition mot Silvio Berlusconis Popolo della Libertà.